# M53/59 Praga
M53/59 Praga je češkoslovaški samovozni protiletalski top, razvit konec petdesetih let dvajsetega stoletja. Sestavljen je iz močno spremenjene šasije šestkolesnega tovornjaka Praga V3S ter je oborožen z dvojnim 30-milimetrskim avtomatskim topom nameščenim na zadku. Vozilo ima zalogo 900 nabojev, topova se polnita preko okvirjev s po 50 naboji. Vozilo ima oklepno kabino.
Na Češkoslovaškem je bil znan kot Praga PLDvK vz. 53/59 - "Ještěrka" (model PLDvK 53/59 - "Kuščar").  PLDvK pomeni Protiletadlovýdvojk anón = Protiletalski dvojni top.
Sistem se usmerja optično in ga je mogoče učinkovito uporabiti samo podnevi ob dobrih vremenskih razmerah. Topove je mogoče demontirati in uporabljati neodvisno od vozila.
Čeprav je sistem zastarel za potrebe protiletalske obrambe se lahko učinkovito uporablja kot orožje za kopensko podporo pri obstreljevanju neoklepnih ali lahko oklepljenih ciljem, kar se je pokazalo med jugoslovanskimi vojnami. Danes ga še vedno uporabljajo vojske Egipta, Libije, Srbije, Slovaške itd.
Ko je Češkoslovaška za potrebe testiranja uvozila sovjetski protiletalski top ZSU-57-2 je ugotovila, da je ta primerljiv z M53/59, kar je bil razlog, da je Češkoslovaška zavrnila nakup sovjetskega sistema SPAAG. 

## Operaterji
- Bosna in Hercegovina - 116 v uporabi[5]
- Demokratična republika Kongo - En primerek je bil opažen pri upornikih M23 ko so ti vstopili v mesto Goma.
- Egipt - neznano
- Irak - artilerijski bataljon 9. oklepne divizije
- Libija - 110 naročenih leta 1970 in dostavljenih iz Češkoslovaške med leti 1970 in 1973.
- Srbija - 48 v uporabi
- Slovaška - neznano

### Nekdanji operaterji
- Češkoslovaška - preneseno na državi naslednici
- Češka - umaknjeno iz uporabe leta 2003.[6]
- Hrvaška - umaknjeno iz uporabe ter uničeno dva primerka sta v muzeju.[7]
- Kuba - upokojen
- Slovenija - upokojen nekaj primerkov je v muzeju.[8]
- Jugoslavija - 220 naročenih leta 1965 ter nato dostavljenih iz Češkoslovaške med leti 1965 in 1968. Do leta 1991 je njihovo število narastlo na 789.[9] Preneseno na države naslednjice.[10]